# Onda Vaga
Onda Vaga es una banda musical argentina-uruguaya formada en el año 2007, en la localidad de Cabo Polonio, Uruguay.
El grupo se caracteriza por no tener un género musical en especial, ya que sus melodías varían entre la fusión de rumba, cumbia, reggae, folk rock y tango.

## Historia
La agrupación nace tras la unión de dos bandas: Michael Mike y Doris. Los integrantes son cinco: Ignacio Rodríguez (ex-Doris), Marcelo Blanco (ex-Doris), Marcos Orellana (ex-Michael Mike), Tomás Justo Gaggero (ex-Michael Mike) y Germán Cohen (ex-Satélite Kingston) en voz y trombón.
Da su primer concierto oficial en agosto de 2007 en Buenos Aires. Durante 2008 se presenta en diversos conciertos, en muchos de ellos a sala llena. En septiembre del mismo año la banda edita en forma independiente su primer disco, Fuerte y caliente. La revista Rolling Stone lo cita como disco del año y el suplemento No del diario Pagina/12 los menciona como banda y disco revelación.
En el 2009, el grupo es invitado por Manu Chao para abrir sus shows en Buenos Aires, presentando su música ante 30 000 personas en el estadio de All Boys. El mismo año, inician una gira por Europa, presentándose durante más de dos meses en una veintena de países con una enorme aceptación. A fines de 2009, fueron nominados también para MTV Latinoamérica y el diario Clarín los destaca como mejor banda nueva. 
En septiembre de 2010 sale a luz su segundo material discográfico, titulado Espíritu salvaje, grabado en Solo Estudio del Calafate y en el año 2011 se produce una nueva gira europea.
En 2012, realizan su cuarta gira por Europa visitando Bélgica, Francia y España, y como broche final tocan en Japón en el Fuji Rock Festival, al cual asisten más de 100 mil personas.  
En agosto de 2013, presenta su tercer disco de estudio Magma elemental en el estadio Luna Park de Buenos Aires, convocando más de 5000 personas en su primera experiencia al frente de un espectáculo tan masivo. En septiembre viajan una vez más a Japón y Europa en una gira que incluye Tokio, Osaka, Madrid, Barcelona, Zaragoza, Marruecos y otros puntos. En la primera semana de lanzamiento en Japón, la edición local de Magma elemental logra posicionarse en el segundo lugar del ranking de ventas de la categoría World Musi de Tower Records Japón.
En noviembre de ese mismo, la banda inicia una extensa gira por Argentina y participa del Festival Planeta Terra en Tecnópolis (Buenos Aire) junto a artistas de primer nivel como Lana del Rey, Beck y Travis.
En 2014 fueron nominados a los premios Gardel a la música, junto a bandas como Nonpalidece por Activistas y Los Cafres por 25 años de música; para recibir el premio a Mejor Álbum de Reggae y música urbana.
Ese mismo año llegan por primera vez a México para presentarse en el festival Vive Latino y también brindan un show en la primera edición chilena del legendario festival de música Lollapalooza como la única banda argentina invitada, y un mes después repiten la experiencia siendo parte del line up del Lollapalooza en Argentina, donde compartieron escenario con bandas como Arcade fire, Red Hot Chili Peppers y Phoenix.  En octubre, tocan frente a más de 80 000 personas en el cierre de la primera noche del Festival del Bosque en la ciudad de La Plata.
En marzo de 2015, participaron en el festival Movistar Free Music. Durante los meses de junio y julio, la banda se embarca en su sexta gira internacional por Europa y visitan por primera vez Canadá y Estados Unidos para luego regresar a Buenos Aires pasando primero por Colombia.
En 2016, se dedican a terminar su cuarto disco de estudio OV IV, producido por Ezequiel Kronenberg, primera experiencia con un productor artístico ajeno a la banda. Luego de la edición del mismo vuelven nuevamente a girar en Europa e incorporan los principales puntos de América Latina en un tour que duró más de dos meses.
En 2017 cumplen 10 años y en el mes de abril llegan por primera vez a la calle Corrientes, al teatro Gran Rex, para hacer la presentación oficial del álbum. Luego  recorren Europa en el mes de mayo y visitan por primera vez Portugal. Durante los meses siguientes realizan múltiples presentaciones de OV IV por las provincias argentinas. En octubre y noviembre de ese año realizan una gira latinoamericana por ciudades de México, Colombia y Perú, que los lleva por primera vez a Medellín, Cali y Asunción para luego volver a su base en Buenos Aires y empezar a grabar su quinto disco de estudio, Nuestras canciones, que sale a la venta en agosto de 2018, conformado íntegramente por covers' y versiones de otros artistas (Xuxa, Tom Zé, Os mutantes, The Zombies, Devendra Banhart, Mano Negra, Tanguito, Babasónicos  y Andrés Calamaro entre otros). La gran cantidad de autores brasileños incluidos en el álbum logra acentuar la buena relación de la banda con el público de ese país. En septiembre de ese mismo año  viajan a hacer un nuevo tour por Europa, llenando salas en Berlín, Barcelona, Madrid, París, Ámsterdam, Copenhague y Valencia entre otras tantas ciudades.
Durante la primera mitad de 2019 se dedican a grabar nuevo material y dejan de tocar en vivo hasta octubre, cuando a causa de las manifestaciones y el estallido social en Chile, se suspenden sus conciertos en Santiago, Concepción y Valparaíso, que serían reprogramados para marzo de 2020. Entre octubre y diciembre lanzan dos nuevos sencillos («De la materia al amor» y «Adivinador»).
En 2020, debido a la pandemia de covid-19 se vuelven a suspender los conciertos programados tanto en Buenos Aires como en Montevideo, Porto Alegre y  San Pablo y las reprogramaciones del año anterior en Chile. Continúan publicando sencillos que formarán parte de un nuevo álbum («Chiki Riki», «Cuestión de egos», este último con la participación de Jorge Serrano, de Los Auténticos Decadentes). Durante todo el año se mantienen las restricciones para dar conciertos presenciales convirtiendo a las redes en la única forma de interacción con el público, esto genera un auge de producciones caseras que se ve reflejado en la serie Vagos en casa, publicada en su canal de Youtube en la cual reversionan canciones anteriores con un formato casero y acústico, mientras terminan de darle forma a su próximo álbum.
El 1 de enero de 2021 lanzan el sencillo «El camino del amor» y el 26 de febrero sale el álbum "Témpera mental, producido entre 2019 y 2020 y que contiene todos los singles editados en ese período por la banda. Mientras el mundo vuelve a la normalidad luego de la pandemia, Onda Vaga produce su 7mo álbum de estudio llamado "Rojo" cuyo primer sencillo "Deja" es lanzado en septiembre de ese mismo año.
En 2022, sacan el sencillo "Milagro" con su respectivo videoclip, acompañando la vuelta a los escenarios. Durante el mes de octubre se presentan de manera íntima y acústica en Mar del Plata para luego dar un concierto propio en Niceto Club (Bs. As.)
El 14 de febrero del 2023 sale "El calor", y el 7 de marzo "Morenita", últimos sencillos antes de lanzar el álbum "Rojo" el 18 de abril, con 12 canciones y casi 40 minutos de duración.

## Discografía
| Disco              | Año  | Estudio                     |
| ------------------ | ---- | --------------------------- |
| Fuerte y caliente  | 2008 | MúdT                        |
| Espíritu salvaje   | 2010 | Solo Sound Recording Studio |
| Magma elemental    | 2013 | Estudio Tónica              |
| OVIV               | 2016 |                             |
| Nuestras canciones | 2018 | estudio vago                |
| Témpera mental     | 2021 | estudio vago                |
| Rojo               | 2023 | estudios varios             |

## Polémicas

### Acusaciones de abuso sexual
Tras el surgimiento del movimiento MeToo en 2018 surgieron acusaciones en contra de integrantes de la banda por acoso y abuso sexual. Dichas denuncias fueron acumuladas en el blog "Denuncias Onda Vaga", sumando un total de 45. Abogados de la banda intentaron en principio bajar o desindexar de Google el sitio web. Ante ello las denunciantes mostraron como pruebas además de sus testimonios, capturas de chat con los integrantes. Sin negar las acusaciones, Onda Vaga comentó en un comunicado "mantuvimos vínculos sexuales, noviazgos, encuentros de una sola cita, chats, recitales, camarines, pero todos tuvieron un denominador común: el descuido por completo de nuestras subjetividades y cuerpos".
En 2025 Onda Vaga se presentaría en la Ciudad de México como parte del festival Noche de Primavera pero luego de ser anunciados fueron retirados, por la Secretaría de Cultura, del cartel en solidaridad con las víctimas.